# Japanese Amusement Machine Manufacturers Association
Japan Amusement Machinery Manufacturers Association (Japans: 社団法人日本アミューズメントマシン工業協会), meestal afgekort tot JAMMA, is een brancheorganisatie in Tokio, Japan.
JAMMA is een groep van vertegenwoordigers uit de arcadespel-wereld. Bedrijven in deze groep zijn onder andere Namco Bandai, Sega, Taito, Tecmo, Capcom, Konami, Atlus. JAMMA ontstond in januari 1981, maar het duurde tot juni 1989 eer het echt een organisatie werd.
JAMMA heeft onder andere een standaard gemaakt voor hoe arcadespelkasten bedraad dienden te worden.

## Connector standaard
De JAMMA-bedradingsstandaard werd in 1985 opgesteld. Voorheen had elk arcadespel zijn eigen kast en bedrading. Het was zo goed als onmogelijk om op een bepaalde arcadekast een ander spel te spelen dan waarvoor het gemaakt was. Indien men de kast wilde herbruiken voor een ander spel, diende zowat alles vervangen te worden inclusief knoppen en bedradingen.
Bij JAMMA is de kast in veel gevallen niet meer afhankelijk van het spel. Omwille van een standaardisatie van bedrading en componenten is het meestal mogelijk om een ander spel te spelen door enkel het moederbord te wisselen. Dit is uiteraard kostenbesparend omdat men Arcade-kasten vanaf nu kon hergebruiken voor andere spellen. Gezien arcade-spellen vooral in Japan werden gemaakt, werd JAMMA een wereldwijde standaard
De JAMMA-standaard gebruikt een 56-pin-connector. Deze dient als input en output voor de meeste spellen. Er zijn twee voedingen voorzien. Een voeding van 5 volt voor het spel, een andere voeding van 12 volt voor het geluid. Een kast met JAMMA-standaard beschikt over 2 joysticks "(of paddles, lichtpistool, stuur, ...") met elk 3 actie-buttons "(zoals lopen, springen, vuren, ...)" en een start-knop. De monitor ondersteunt analoge RGB met negatief composiet synchronisatie, 1 luidspreker, een invoer voor geld en enkele knoppen voor administratieve doeleinden "(zoals instellen van kostprijs per spel, aantal levens, moeilijkheidsgraad, vanaf welke score een extra leven, ... door de eigenaar van de machine)".

## JAMMA+
Sommige meer geavanceerde spellen gebruiken extra connectoren om meerdere knoppen en spelers te ondersteunen. Deze standaard wordt JAMMA+ genoemd.